# Walscheid
Walscheid és un municipi francès situat al departament del Mosel·la i a la regió del Gran Est. L'any 2007 tenia 1.645 habitants.

## Demografia

### Població
El 2007 la població de fet de Walscheid era de 1.645 persones. Hi havia 632 famílies, de les quals 156 eren unipersonals (48 homes vivint sols i 108 dones vivint soles), 248 parelles sense fills, 204 parelles amb fills i 24 famílies monoparentals amb fills.
La població ha evolucionat segons el següent gràfic:
Habitants censats

### Habitatges
El 2007 hi havia 812 habitatges, 643 eren l'habitatge principal de la família, 94 eren segones residències i 75 estaven desocupats. 741 eren cases i 64 eren apartaments. Dels 643 habitatges principals, 559 estaven ocupats pels seus propietaris, 60 estaven llogats i ocupats pels llogaters i 24 estaven cedits a títol gratuït; 1 tenia una cambra, 21 en tenien dues, 84 en tenien tres, 145 en tenien quatre i 393 en tenien cinc o més. 541 habitatges disposaven pel capbaix d'una plaça de pàrquing. A 300 habitatges hi havia un automòbil i a 267 n'hi havia dos o més.

### Piràmide de població
La piràmide de població per edats i sexe el 2009 era:
| Homes | Edats   | Dones |
| ----- | ------- | ----- |
| 0     | 95 o +  | 0     |
| 0     | 90 a 94 | 12    |
| 0     | 85 a 89 | 36    |
| 4     | 80 a 84 | 28    |
| 12    | 75 a 79 | 24    |
| 16    | 70 a 74 | 60    |
| 72    | 65 a 69 | 64    |
| 48    | 60 a 64 | 68    |
| 28    | 55 a 59 | 36    |
| 44    | 50 a 54 | 56    |
| 68    | 45 a 49 | 36    |
| 80    | 40 a 44 | 60    |
| 52    | 35 a 39 | 56    |
| 68    | 30 a 34 | 44    |
| 48    | 25 a 29 | 56    |
| 40    | 20 a 24 | 48    |
| 20    | 15 a 19 | 48    |
| 48    | 10 a 14 | 24    |
| 32    | 5 a 9   | 68    |
| 32    | 0 a 4   | 64    |

## Economia
El 2007 la població en edat de treballar era de 988 persones, 682 eren actives i 306 eren inactives. De les 682 persones actives 634 estaven ocupades (350 homes i 284 dones) i 48 estaven aturades (21 homes i 27 dones). De les 306 persones inactives 124 estaven jubilades, 72 estaven estudiant i 110 estaven classificades com a «altres inactius».

### Ingressos
El 2009 a Walscheid hi havia 631 unitats fiscals que integraven 1.602 persones, la mediana anual d'ingressos fiscals per persona era de 17.602 €.

### Activitats econòmiques
Dels 41 establiments que hi havia el 2007, 2 eren d'empreses alimentàries, 5 d'empreses de fabricació d'altres productes industrials, 6 d'empreses de construcció, 11 d'empreses de comerç i reparació d'automòbils, 3 d'empreses de transport, 2 d'empreses d'hostatgeria i restauració, 1 d'una empresa d'informació i comunicació, 2 d'empreses financeres, 1 d'una empresa immobiliària, 2 d'empreses de serveis, 1 d'una entitat de l'administració pública i 5 d'empreses classificades com a «altres activitats de serveis».
Dels 17 establiments de servei als particulars que hi havia el 2009, 1 era una oficina de correu, 1 una oficina bancària, 1 funerària, 3 tallers de reparació d'automòbils i de material agrícola, 2 paletes, 1 guixaire pintor, 3 fusteries, 1 empresa de construcció, 1 perruqueria, 2 restaurants i 1 saló de bellesa.
Dels 5 establiments comercials que hi havia el 2009, 1 era una botiga de més de 120 m², 2 fleques, 1 una fleca i 1 una sabateria.
L'any 2000 a Walscheid hi havia 21 explotacions agrícoles.

## Equipaments sanitaris i escolars
El 2009 hi havia una escola elemental.

## Poblacions més properes
El següent diagrama mostra les poblacions més properes.